# Si-Manyaï
Si-Manyaï est un village de la région du Centre du Cameroun, situé dans la commune de Bot-Makak. 

## Population et développement
En 1962, la population de Si-Manyaï était de 246 habitants. La population de Si-Manyaï est de 398 habitants lors du recensement de 2005. La population est constituée pour l’essentiel de Bassa.  